# SA-3 (Apollo)
Ne doit pas être confondu avec le missile soviétique S-125 Neva, désigné « SA-3 » par l'OTAN.
SA-3, pour « Saturn Apollo-3 », fut le troisième vol du lanceur américain Saturn I, deuxième vol du projet Highwater (en), et faisait partie du programme Apollo. La fusée fut lancée le 16 novembre 1962 de Cap Canaveral, en Floride, pour une mission d'une durée de quatre minutes et cinquante-deux secondes.

## Histoire
Les différents éléments du lanceur furent livrés à Cap Canaveral par la barge Promise le 19 septembre 1962,, mais l'érection du premier étage sur sa plateforme de lancement fut retardée jusqu'au 21 septembre à cause d'un cyclone tropical qui se déplaça au-dessus de la Floride et menaça la sécurité des opérations, avec trois jours de fortes pluies et de vents violents. Lorsque les opérations reprirent, le 21, les conditions étaient toujours peu favorables. Les ingénieurs de la société Aeronautical Radio Incorporated, recrutés par la NASA pour observer les opérations effectuées autour de la fusée, rapportèrent que l'érection du premier étage avait été effectuée correctement mais avait été tout-de-même assez dangereuse, avec des techniciens grimpant autour du sommet du premier étage pour installer les équipements de levage, alors que l'étage était toujours recouvert d'un film en plastique lisse et que le vent soufflait encore à 37 km/h. Les ingénieurs notèrent également que les opérations préalables à l'érection du premier étage avaient été relativement lentes, peu efficaces et dangereuses, avec de nombreuses erreurs et plusieurs essais. Elle recommanda alors une meilleure familiarisation avec les manuels d'instruction. Pendant les huit semaines que durèrent les opérations de préparation, l'équipe nota également d'autres problèmes, comme l'utilisation de marteaux métalliques pour mettre en place des composants récalcitrants, ainsi qu'un manque d'outillage adéquat pour réaliser certaines opérations. Toutefois, ils affirmèrent que l'efficacité et le dévouement des équipes de la Division des opérations de lancement étaient vitales pour la réussite des tests de la fusée Saturn.
Les deuxième et troisième étages factices — S-IV et S-V — et la charge utile furent installés sur le premier étage le 24 septembre. L'eau utilisée comme simulateur de masse fut chargée dans les étages factices le 31 octobre et le carburant RP-1 fut chargé dans les réservoirs le 14 novembre.
Pour ce lancement, le directeur de Cap Canaveral, Kurt H. Debus, demanda au directeur du centre de vol spatial Marshall, Wernher von Braun, qui supervisait le projet Saturn, de ne pas faire entrer de visiteurs externes sur les terrains de la NASA en raison des tensions montantes à la suite de la crise des missiles de Cuba, qui se déroula du 16 au 28 octobre 1962.

## Vol
SA-3 décolla le 16 novembre 1962 à 17 h 45 min 2 s UTC, depuis le Complexe de lancement 34 (LC-34), sur la base de lancement de Cap Canaveral,. Le compte-à-rebours se déroula sans encombre, à l'exception d'un arrêt de quarante-cinq minutes en raison d'une panne de courant dans les équipements de service au sol. Cette mission fut la première fois que la fusée Saturn I fut lancée avec une charge complète de carburant, emportant approximativement 340 000 kg d'ergols,,.
Les quatre moteurs H-1 intérieurs de la fusée s'éteignirent 2 min 21,66 s après le lancement, à une altitude de 61,46 km, tandis que les quatre moteurs extérieurs s'éteignirent 2 min 29,09 s après le lancement et à une altitude de 71,11 km. Les deux groupes de moteurs fonctionnèrent légèrement plus longtemps que prévu initialement, la fusée atteignant une vitesse maximale de 6 511 km/h. La fusée continua à grimper sur son inertie, jusqu'à une altitude de 167,22 km et une distance de 211,41 km de son pas de tir, moment auquel, 4 min 52 s après le lancement, les équipes de lancement envoyèrent une commande de destruction à la fusée, déclenchant plusieurs charges explosives et détruisant les étages factices du véhicule,. Le premier étage resta intact, bien que sans contrôle, jusqu'à son impact dans l'Océan Atlantique, à environ 430 km du site de lancement.

## Objectifs

### Principaux
Les objectifs principaux de la mission SA-3 étaient globalement les mêmes que ceux des missions précédentes SA-1 et SA-2, le vol devant principalement permettre de tester le premier étage S-I de la fusée Saturn I ainsi que ses moteurs H-1. D'après le rapport de la NASA intitulé « Results of the Third Saturn 1 Launch Vehicle Test Flight », la mission SA-3 devait permettre de tester quatre ensembles de systèmes : le premier étage, l'équipement de service au sol, le lanceur en vol et la deuxième phase du projet Highwater,,,.
Le test du premier étage concernait le système de propulsion, la conception de la structure et les systèmes de contrôle. Le test des équipements au sol concernait les installations et systèmes utilisés pour le lancement, incluant les systèmes liés aux ergols, l'équipement de contrôle automatique, la plateforme de lancement et les tours de service,. La troisième phase de tests concernait le lanceur en vol et mesurait ses caractéristiques aéro-balistiques, qui confirmèrent les valeurs des caractéristiques aérodynamiques telles que la stabilité et la performance de la fusée,. Pendant cette phase était également testée la propulsion, ce qui permettait de vérifier que les moteurs pouvaient fournir assez de poussée pour propulser le véhicule aux vitesses et trajectoires correctes, ainsi que la collecte de données sur les performances des huit moteurs pendant le vol,. Le vol comportait également des tests mécaniques et structurels, qui donnaient des mesures des contraintes et des niveaux de vibrations subis par la fusée pendant toutes les phases du vol,. Enfin, la troisième série de tests comprenait des vérifications du système de guidage et de contrôle, qui démontraient que les systèmes du vaisseau pouvaient donner avec précision des informations d'orientation et de vitesse,.
Le quatrième objectif, le projet Highwater, était une expérience déjà réalisée une première fois lors du vol de la mission SA-2. Elle consistait en un largage volontaire de l'eau servant de lest contenue à l'intérieur des deuxième et troisième étages factices, afin de permettre aux scientifiques d'étudier la nature de l'ionosphère de notre planète ainsi que les nuages noctulescents et le comportement de la glace dans l'espace,.
Pour l'expérience Highwater II, les réservoirs des étages supérieurs factices étaient remplis de 87 414 kg d'eau (environ 87 000 litres), qui servait également à simuler la masse des futures charges utiles qu'emporterait la fusée. Elle était répartie à peu-près équitablement entre les deux étages, avec 41 102 kg dans le deuxième étage et 46 312 kg dans le troisième étage. Lorsque la commande de destruction fut envoyée à la fusée, des charges de Primacord coupèrent en deux les deux étages longitudinalement, relâchant instantanément toute l'eau contenue. L'expérience fut observée par des caméras — réparties sur neuf sites d'observation différents — et d'autres équipements au sol et à bord d'avions d'observation. Des témoins à Cap Canaveral rapportèrent que le nuage de glace fut visible au bout de cinq secondes pendant environ trois secondes et qu'il mesurait plusieurs kilomètres de diamètre,,. Il y eut une différence notable entre le largage d'eau à 105 km d'altitude du vol SA-2 et celui effectué à 165 km lors du vol SA-3 ; Lors du vol SA-2 seul le deuxième étage avait été sectionné en deux longitudinalement, alors que pour le vol SA-3, les deux étages furent sectionnés ensemble. Scientifiquement parlant, la grosse différence venait de la persistance du nuage de glace, qui dura plus longtemps lors du largage à 105 km du vol SA-2 que pendant celui à 165 km du vol SA-3.
La NASA déclara que tous les objectifs principaux de la mission avaient été accomplis, malgré des problèmes occasionnels avec la télémesure pendant le vol et quelques données inutilisables ou seulement partiellement exploitables. L'expérience Highwater II fut aussi déclarée réussie, même si les bugs de la télémesure avaient là-aussi produit quelques résultats douteux.

### Spéciaux
Le rapport de résultats de la NASA précise que dix tests spéciaux furent inclus dans le vol SA-3, tous focalisés sur les technologies et les procédures prévues pour être utilisées sur les futures missions du programme Apollo.

#### Propulsion
Comme mentionné précédemment, le vol de la mission SA-3 fut le premier à emporter une charge complète de carburant, alors que les deux vols précédents n'avaient emporté qu'environ 83 % de la capacité maximale. Ce choix permit de tester la réaction du premier étage et de ses moteurs à une accélération plus lente mais plus longue. Également, sur cette mission les moteurs extérieurs furent autorisés à fonctionner jusqu'à épuisement de l'oxygène liquide de la fusée, au lieu des arrêts programmés qui avaient été effectués lors des vols précédents.
Le vol SA-3 fut également l'occasion de la première utilisation de rétrofusées sur du matériel destiné au programme Apollo. Elles furent la seule partie fonctionnelle du vol SA-3 qui deviendrait le système de séparation d'étages S-I/S-IV utilisé pour séparer les deux étages lors de la mission SA-5 — premier vol de la version « Block II » de la fusée Saturn I — et les suivantes. Ces quatre petits moteurs-fusées étaient disposés à 90° les uns des autres au sommet du premier étage, avec leur tuyères orientées vers le haut. À 2 min 33,66 s après le lancement, les rétrofusées s'allumèrent pendant environ 2,1 secondes. Un léger défaut dans leur alignement fit partir en roulis le véhicule à un taux de 4,3 degrés par seconde, ce qui causa l'arrêt du fonctionnement des plateformes inertielles ST-90 et ST-124P après quinze degrés de rotation. Cet événement fut considéré comme un simple incident et n'eut pas d'incidence sur le succès de la mission.

#### Instrumentation
La plateforme inertielle ST-124P (en) (« P » pour « prototype ») était un élément du système de contrôle et de guidage, et contenait des gyroscopes et des accéléromètres qui fournissaient des informations aux ordinateurs de contrôle. Une fois en dehors de l'atmosphère, ces informations fournissaient des signaux d'inclinaison aux moteurs, montés sur cardans. Pendant le vol SA-3, cette plateforme resta un composant passif : bien qu'elle fonctionnât et qu'elle fut surveillée pendant le vol, elle n'eut aucun contrôle sur le véhicule et fut seulement utilisée pour comparer ses performances avec la plateforme standard ST-90, qui fut elle aussi un élément inactif pour le vol. Pour cette mission, les deux plateformes étaient situées sur l'inter-étages entre les étages S-I et S-IV. Les lanceurs Saturn IB et Saturn V devaient en avoir une à l'intérieur de la case à équipements située au sommet de l'étage S-IVB.
Deux nouveaux transmetteurs furent installés sur le vol SA-3. La liaison de données à modulation d'impulsions codées (PCM, Pulse Code Modulated), qui serait vitale pour réaliser les procédures automatiques de vérification et de lancement des vols futurs. L'unité fonctionna avec un signal fort, indiquant qu'elle fournirait des données très précises. Une liaison radio UHF fut également testée sur le vol. Elle serait plus tard utilisée pour transmettre les mesures des capteurs qui ne pourraient pas être transmises à des fréquences plus faibles, comme les mesures de vibrations. Le système fonctionna de manière satisfaisante, et la documentation après-vol indiqua que les ingénieurs pourraient étendre son rôle pour de futures transmissions de télémesure.
Un groupe d'antennes Block II fut également testé pendant le vol. Installé entre les réservoirs d'ergols, il produisit un signal bien plus fort et consistant que les antennes Block I.
Des mesures de température de l'étage factice S-IV et du carénage inter-étages furent réalisées par dix-huit sondes de température, appelées thermocouples. Elles furent utilisées pour détecter les variations de température autour des protubérances du revêtement de l'étage et dans la zone où étaient installées les rétrofusées, pendant leur utilisation. Pour le S-IV, les températures relevées furent dans les plages attendues, bien qu'un taux de transfert de chaleur environ deux fois plus important que prévu fut observé. Sur l'inter-étages, pendant la mise à feu des rétrofusées, une température maximale de 315 °C fut observée, indiquant que quelque-chose d'inconnu avait causé une lecture anormalement élevée.

#### Ingénierie et équipement au sol
Un panneau de bouclier thermique M-31 Block II, ainsi qu'un des calorimètres du vaisseau, furent installés à la base du premier étage, au niveau des moteurs. Ce test permettait de mesurer le flux thermique à travers la nouvelle isolation, comparé à celui du matériau normalement utilisé sur les Saturn I Block I.
Une étude de la pression dynamique fut également menée pour le compte du programme Centaur, consistant en deux panneaux installés sur l'adaptateur de charge utile au sommet de l'étage S-V, équipés de onze capteurs de pression. Cette étude fut menée en réponse à la défaillance du premier étage Centaur ayant pris l'air, suspectée d'être le résultat de conditions de pression non favorables autour des arêtes du véhicule. Le test permit de découvrir qu'une zone de très basses pressions se formait juste derrière les épaules du véhicule lorsqu'il évoluait à une vitesse de Mach 0,7.
Les dégâts infligés au pas de tir lors des lancements SA-1 à SA-4 n'avaient pas excédé les attentes. La remise en état des installations coûtait en moyenne 200 000 dollars et prenait un mois. Les officiels des équipes de lancement avaient été particulièrement attentifs à ces résultats lors du lancement de SA-3 : la fusée étant plus lourde et son accélération plus lente, les moteurs risquaient d'infliger plus de dégâts au pas de tir, ce dernier étant exposé plus longtemps aux gaz brûlants expulsés par les tuyères. En fait, les seuls dégâts vraiment imputables à l'accélération plus lente furent une dégradation plus prononcée du système d'inondation du pas de tir, de forme circulaire, ainsi qu'une déformation d'un des déflecteurs de flammes.
Enfin, une tour ombilicale de 73 m et un bras oscillant « Block II » furent utilisés pour la première fois, en préparation des futurs vols de la Saturn I Block II,. En effet, lors des vols précédents, le mât de remplissage en oxygène liquide et une partie des conduites avaient été détruits. Le nouveau bras oscillant fut installé seulement deux semaines après le vol SA-2. La modification s'avéra payante : il ne fut que très légèrement abîmé par le lancement de SA-3.